# Siccia grammophora
Siccia grammophora är en fjärilsart som beskrevs av Felder 1868. Siccia grammophora ingår i släktet Siccia och familjen björnspinnare. Inga underarter finns listade i Catalogue of Life.